# Garden (Pearl Jam)
"Garden" is een nummer van de Amerikaanse rockband Pearl Jam en staat op het debuutalbum van de band: Ten uit 1991. Garden werd in februari 1991 voor het eerst live gespeeld (in Los Angeles). Van het album Ten is Garden een van de minst live gespeelde nummers; alleen Oceans is minder live gespeeld.

## Opname
Garden werd voor het eerst opgenomen tijdens de sessies voor het album Ten in de eerste maanden van 1991. Dit in tegenstelling tot nummers als Alive en Black waarvan al eerder een opname was gedaan.

## Betekenis
Tijdens een concert in Sydney in 2009 gaf zanger Eddie Vedder aan dat het nummer gaat over de oorlog in Irak van begin jaren'90. In 2006 (tijdens een concert in Boston) zei Vedder dat de 'Garden of stone' voor een militaire begraafplaats staat.